# Stevenia (plante)
Genre
Classification phylogénétique
Classification APG III (2009)
Stevenia est un genre de plante spermatophyte dicotylédone de la famille des Brassicaceae, nommé ainsi d'après Christian von Steven. Il comprend sept espèces que l'on trouve en Sibérie, en Mongolie et au nord-ouest de la Chine.

## Taxonomie
Le nom de genre rend hommage à Christian von Steven (1781-1863), botaniste et entomologiste d’origine suédoise.
Le genre végétal Stevenia ne doit pas être confondu avec Stevenia Robineau-Desvoidy, 1830, un genre d'insectes diptères de la famille des Rhinophoridae.

## Espèces
- Stevenia alyssoides Adams & Fisch.
- Stevenia axillaris (Komarov) N.Busch
- Stevenia cheiranthoides DC.
- Stevenia incana Andrz. ex DC.
- Stevenia incarnata (Pall. ex DC.) Kamelin
- Stevenia sergievskajae (Krasnob.) Kamelin & Gubanov
- Stevenia zinaidae Malyschev